# Tour de France 2006 – 9. etapa
- 11. červenec
- Bordeaux – Dax
- 169,5 km

## Pořadí v etapě
| *  | Jezdec            | Tým                              | Čas         |
| -- | ----------------- | -------------------------------- | ----------- |
| 1  | Óscar Freire      | Rabobank                         | 3:35:24.000 |
| 2  | Robbie McEwen     | Davitamon-Lotto                  | + 0:00:00   |
| 3  | Erik Zabel        | Team Milram                      | + 0:00:00   |
| 4  | Tom Boonen        | Quick Step-Innergetic            | + 0:00:00   |
| 5  | Cristian Moreni   | Cofidis Credit Par Telephone     | + 0:00:00   |
| 6  | Isaac Galvez      | Caisse D´Epargne - Illes Balears | + 0:00:00   |
| 7  | Francisco Ventoso | Saunier Duval Prodif             | + 0:00:00   |
| 8  | Luca Paolini      | Liquigas                         | + 0:00:00   |
| 9  | David Kopp        | Gerolsteiner                     | + 0:00:00   |
| 10 | Thor Hushovd      | Credit Agricole                  | + 0:00:00   |

Nejaktivnější jezdec: Christian Knees

## Celkové pořadí
| Serhij Hončar           | Robbie McEven 211 | Jérôme Pineau 28      | Marcus Fothen            |
| Floyd Landis à 1:00,0   | Tom Boonen 188    | David De La Fuente 17 | Thomas Lövkvist à 0:58,0 |
| Michael Rogers à 1:08,0 | Óscar Freire 181  | Fabian Wegmann 15     | Andrej Grivko à 1:55,0   |